# Hueso etmoides
El hueso etmoides  ([TA]: os ethmoidale) es un hueso del cráneo, corto y compacto, central, impar y simétrico, con forma de T; constituido por 4 partes: por una lámina vertical y media, una lámina horizontal perpendicular a la primera y dos masas laterales suspendidas en los extremos laterales de la lámina horizontal. Es un hueso de superficies muy anfractuosas y con numerosas cavidades (celdillas etmoidales). Está diseñado especialmente para contener las raíces nerviosas del nervio olfatorio y contribuir con la formación y protección de los espacios aéreos.
Se encuentra situado por debajo de la parte horizontal y llenando la escotadura etmoidal del hueso frontal y anterior al esfenoides. Se articula con estos y con los palatinos por detrás, con el hueso propio de la nariz por delante, con el maxilar superior y unguis por fuera y con el vómer y el cornete inferior por debajo.
Forma parte del suelo de la fosa craneal anterior y participa en el macizo facial (cavidad nasal y órbitas).

## Porción horizontal
También denominada lámina cribosa del etmoides. Es una lámina cuadrangular con múltiples orificios para los nervios olfatorios, más prolongada en sentido anteroposterior, que se extiende de una masa lateral a otra. Su cara inferior forma parte de las fosas nasales; está dividida por la cresta galli en dos mitades, derecha e izquierda. Cada una de estas en el llamado canal etmoidal del olfatorio, que está acribillado de agujeros, por lo que recibe el nombre de lámina cribosa del etmoides.

## Porción vertical

### Apófisis/proceso cresta galli
También conocida como cresta de gallo por su forma, consta de dos bordes, una base y dos caras. Apófisis triangular
Está situada por encima de la lámina horizontal. Su base descansa en la lámina horizontal. Su vértice da inserción a la hoz del cerebro. Su borde anterior completa el agujero ciego.

### Lámina perpendicular del etmoides
Sale de la lámina cribosa hacia el  inferior, formando la parte superior del tabique nasal.

## Masas laterales
También se conocen como 'laberintos del etmoides o masas esponjosas. Contienen las celdas aéreas etmoidales que, según su localización, se denominan anteriores, medias o posteriores. Forman parte de la pared medial de las órbitas y de las paredes laterales (externas) de las fosas nasales. Se articulan con el hueso unguis, con el hueso frontal, con la apófisis orbitaria del hueso palatino y con el cuerpo del esfenoides.

## Articulaciones
El etmoides se articula con 13 huesos
- Porción superior con el frontal
- Porción posterior con el esfenoides
- Porción posteroinferior con los palatinos
- Porción anterior con los huesos propios de la nariz
- Porción lateral con los maxilares superiores y unguis
- Porción inferomedial con el vomer

## Galería de Imágenes

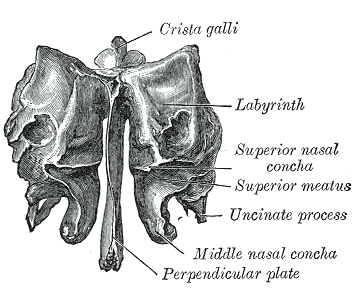
Visión anterior (Coronal)
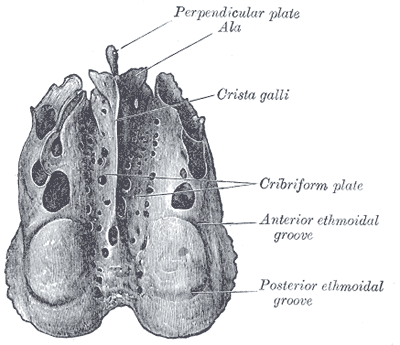
Vista superior
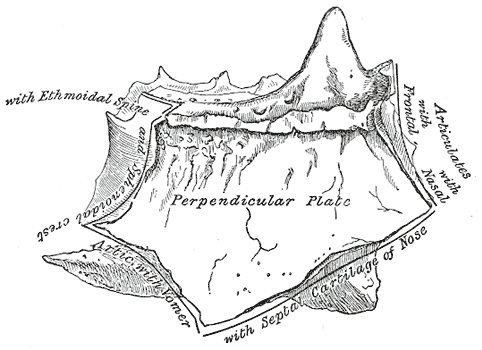
Vista lateral
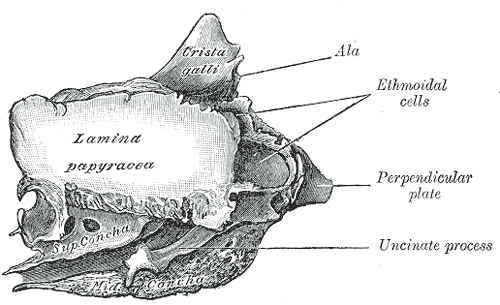
Vista lateral
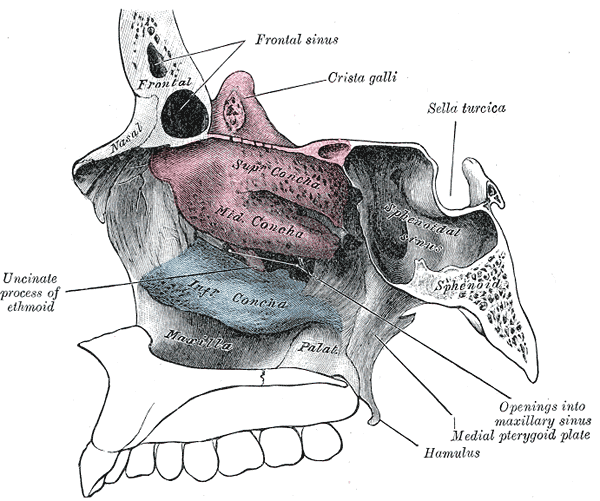
Vista lateral (Sagital) en su contexto
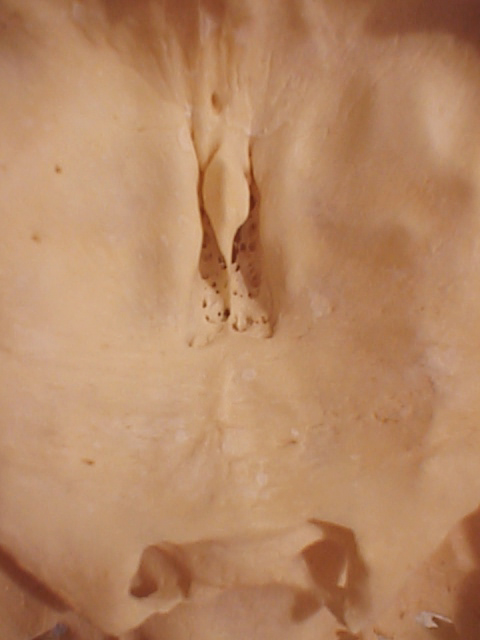
Crista galli